# 柴静
柴静（さい せい、チャイ ジン、1976年 - ）は、中国のジャーナリスト。元中央電視台アナウンサー。

## 人物
1976年1月1日、山西省臨汾市生まれ。1992年、長沙鉄道学院（現中南大学）に入学、1995年に卒業した。在学中19歳の頃に湖南電視台《夜色温柔》にキャスターとして出演、1998年に中国伝媒大学でテレビ編集について学びつつ、湖南電視台の《新青年》のキャスターを務める。
2001年から中央電視台の「東方時空・時空連線」、「新聞調査」、「24時間」、「面対面」、「看見」などのキャスター、リポーターを歴任する。
2003年には「新聞調査」のリポーターとしてSARSの流行第一線を報道した事が評価され、南方都市報の「風雲記者」に選ばれる。
2009年に、それまで勤めていた新聞調査のキャスターを離れ、新聞報道「24時間」と「面対面」のキャスターに就任する。また、同年中央電視台の「優秀アナウンサー司会者」に選ばれる。
2013年に刊行した自らの取材体験を書いた「看見」は、その年のベストセラー1位になった。なお翌年この本の日本語版(邦訳「中国メディアの現場は何を伝えようとしているか」）が刊行された。
2013年に、中国で大きな問題となったPM2.5についても積極的に現場に飛び回り取材活動を行っていた。ところが、この取材直後に妊娠が発覚。しかも、お腹の娘は腫瘍を患っていた。生まれた直後に受けた手術は成功したが、娘の看病のため、2014年初めにCCTVを降板した。
2015年、中国の大気汚染について、独自で調べ上げた調査報告「ドームの下で」をネットで公開し話題になった。この動画は中国環境保護部長の陳吉寧が柴に「敬意を表する」と賞賛のメールを送ったが 、全人代開幕直後の3月5日から中国本土では観れなくなった。

## 著作

### 単著
- 『用我一辈子去忘记：夜色温柔的故事』（2001年・海南出版社） ISBN 9787806459065
- 『中国メディアの現場は何を伝えようとしているか: 女性キャスターの苦悩と挑戦』（2014年、鈴木将久, 河村昌子, 杉村安幾子(訳)、平凡社） ISBN 4582482201

### テレビ番組
- 《時空連線（中国語版）》
- 《新聞調査（中国語版）》
- 《24小时》
- 《面对面》
- 《看見》

### ドキュメンタリー
- ドームの下で（中国語版）